# Lista dos atuais herdeiros ao trono de seus respectivos países

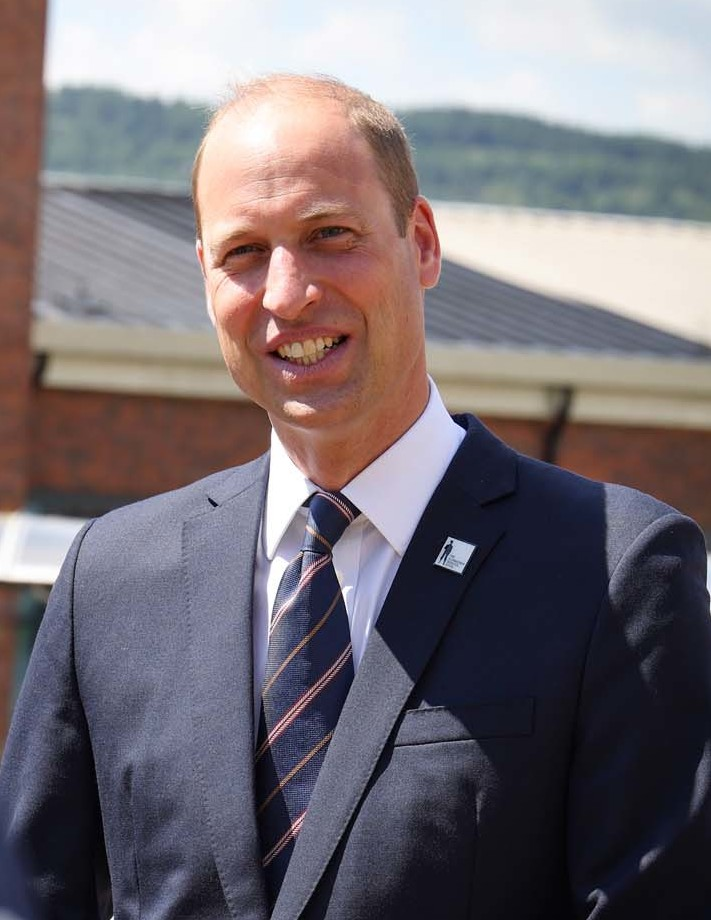
William, Príncipe de Gales, herdeiro do Rei Carlos III do Reino Unido
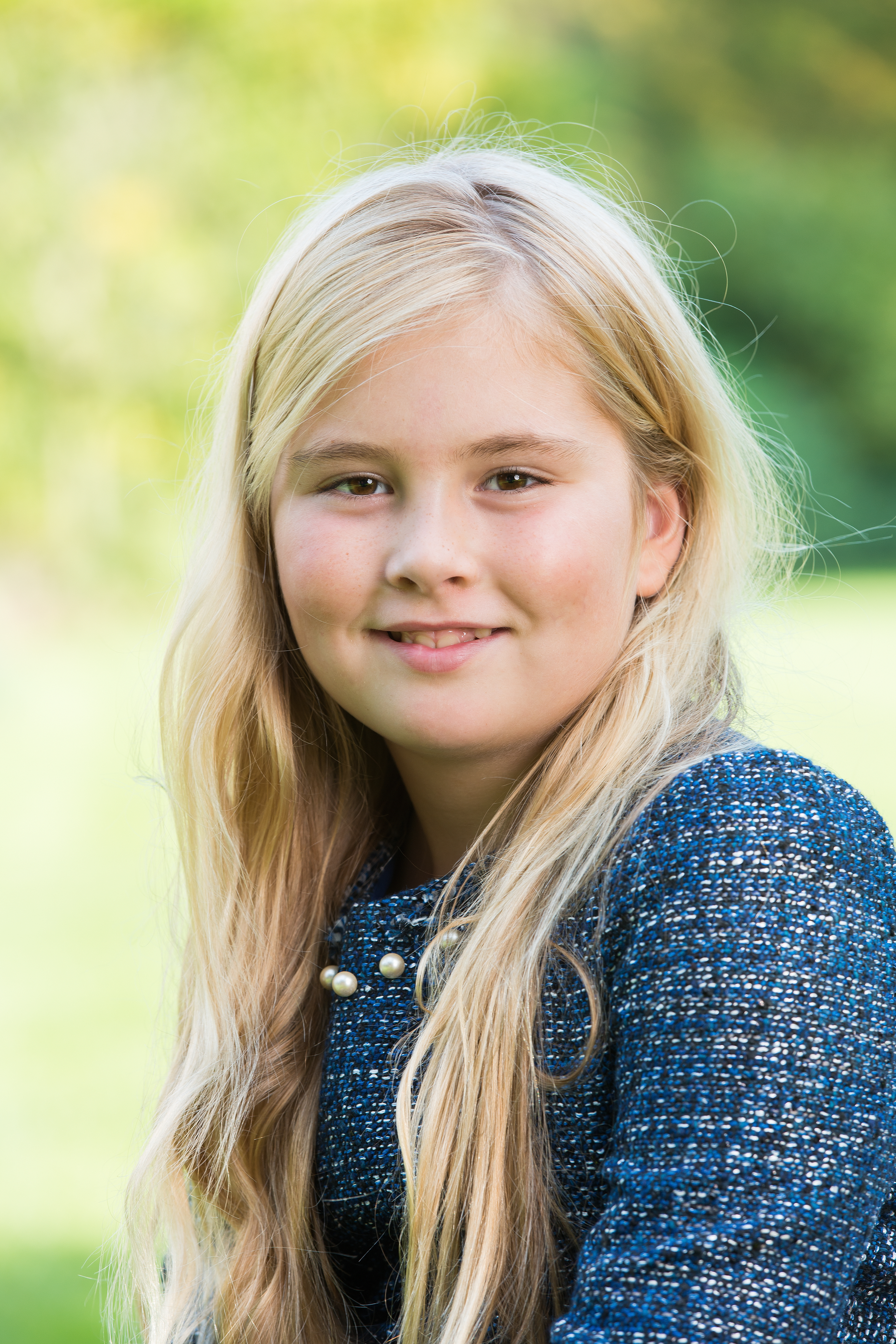
Catarina Amália, Princesa de Orange, herdeira do Rei Guilherme Alexandre dos Países Baixos
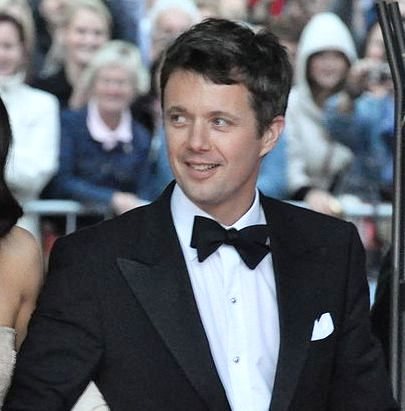
Frederico, Príncipe Herdeiro da Dinamarca, herdeiro da Rainha Margarida II da Dinamarca
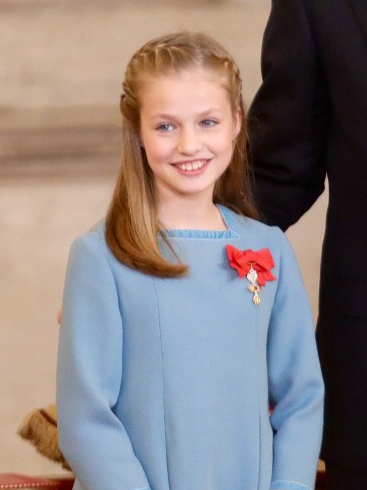
Leonor, Princesa das Astúrias, herdeira do Rei Filipe VI de Espanha
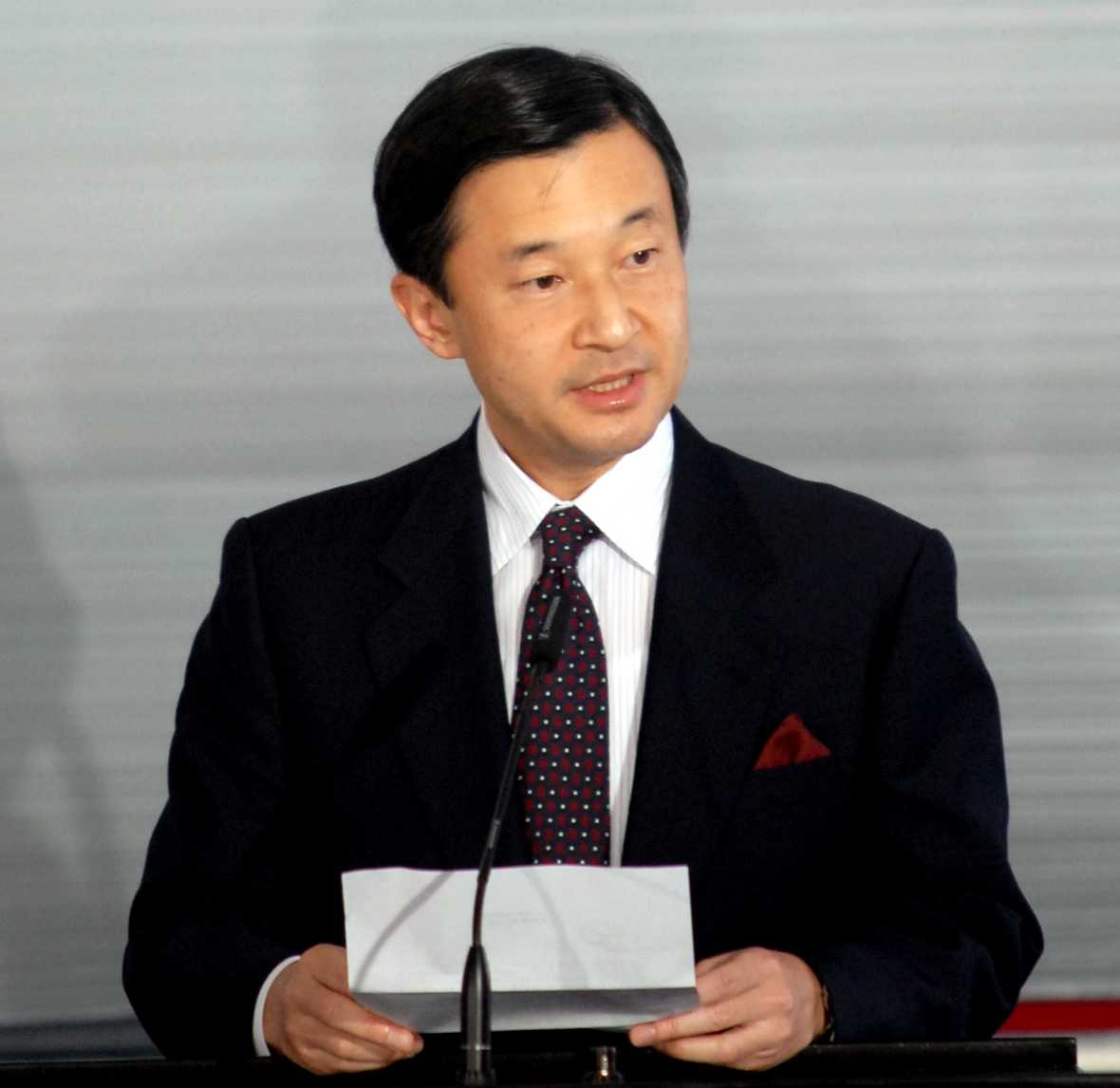
Naruhito, Príncipe Herdeiro do Japão, herdeiro do Imperador Akihito
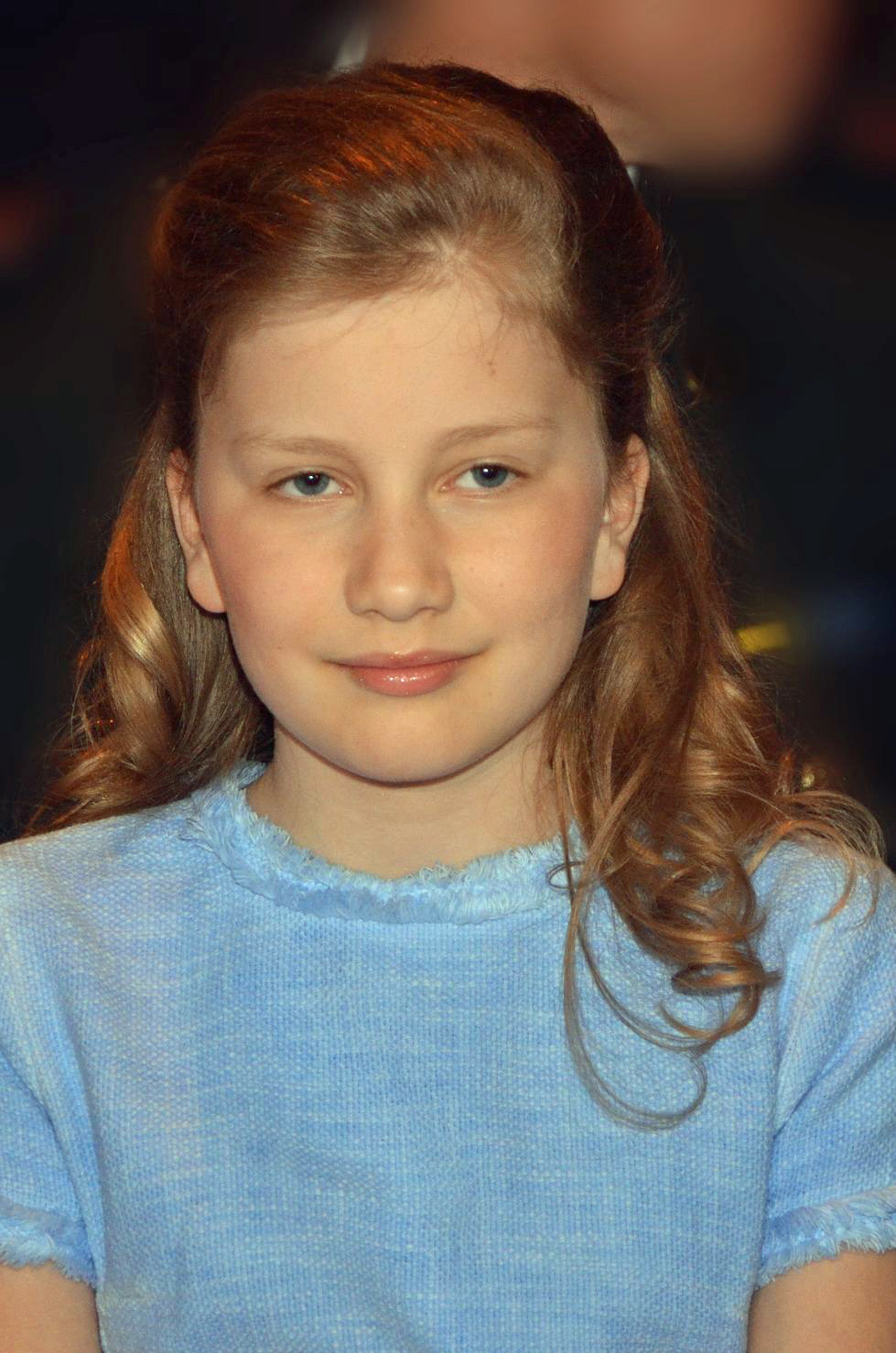
Isabel, Duquesa de Brabante, herdeira do Rei Filipe da Bélgica
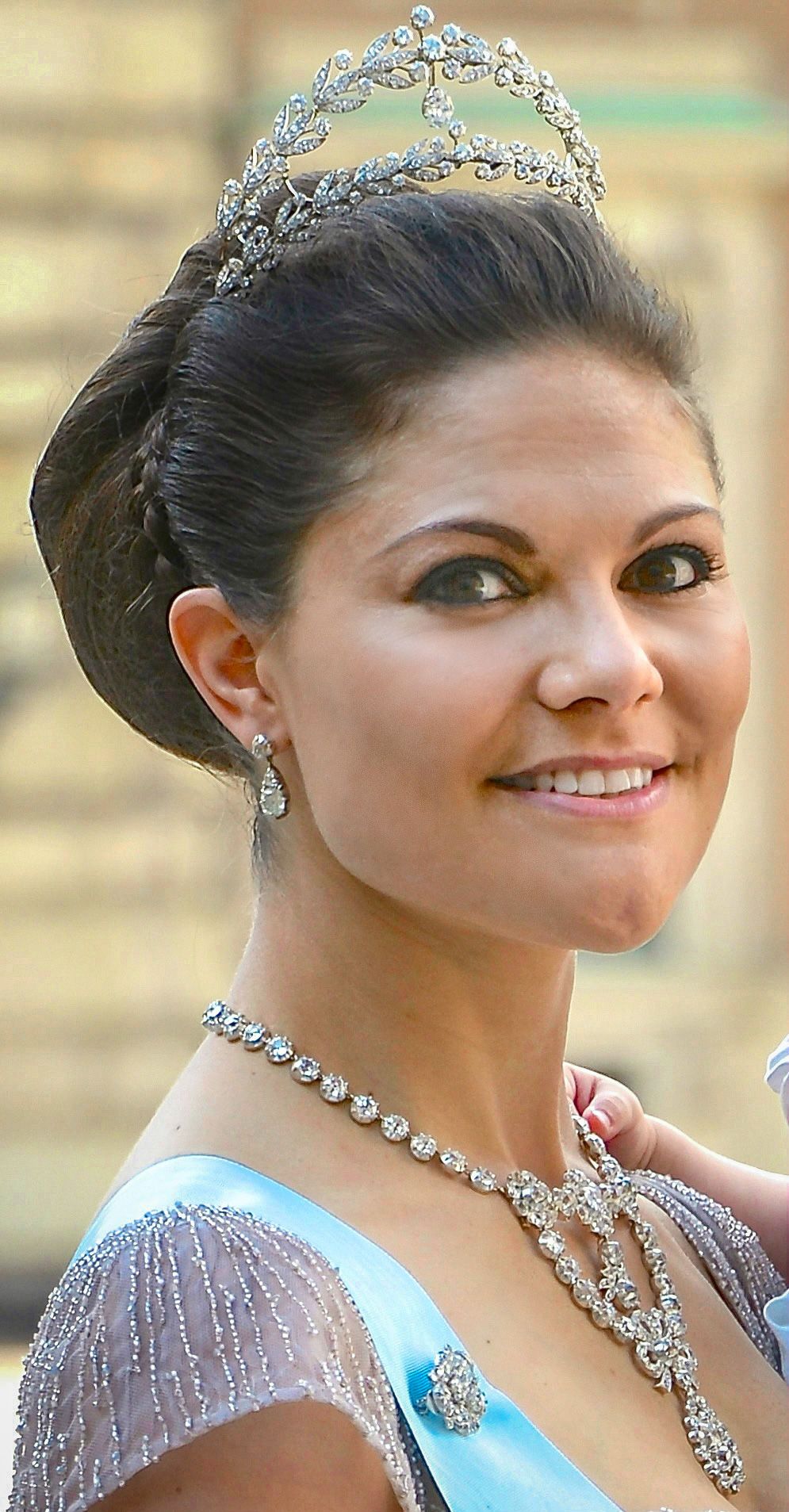
Vitória, Princesa Herdeira da Suécia, herdeira do Rei Carlos XVI Gustavo da Suécia
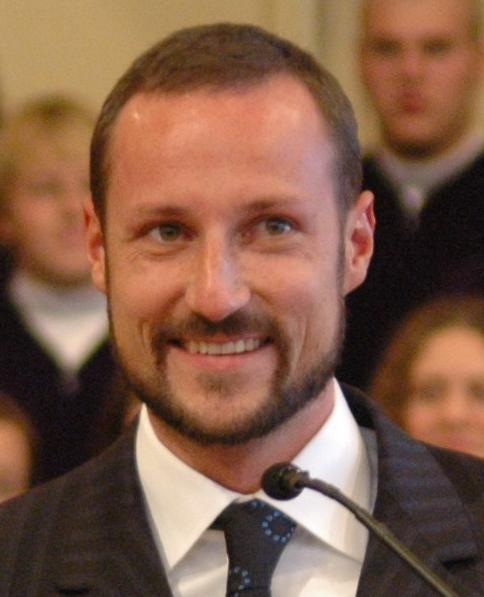
Haakon, Príncipe Herdeiro da Noruega, herdeiro do Rei Haroldo V da Noruega